# Slittino su strada

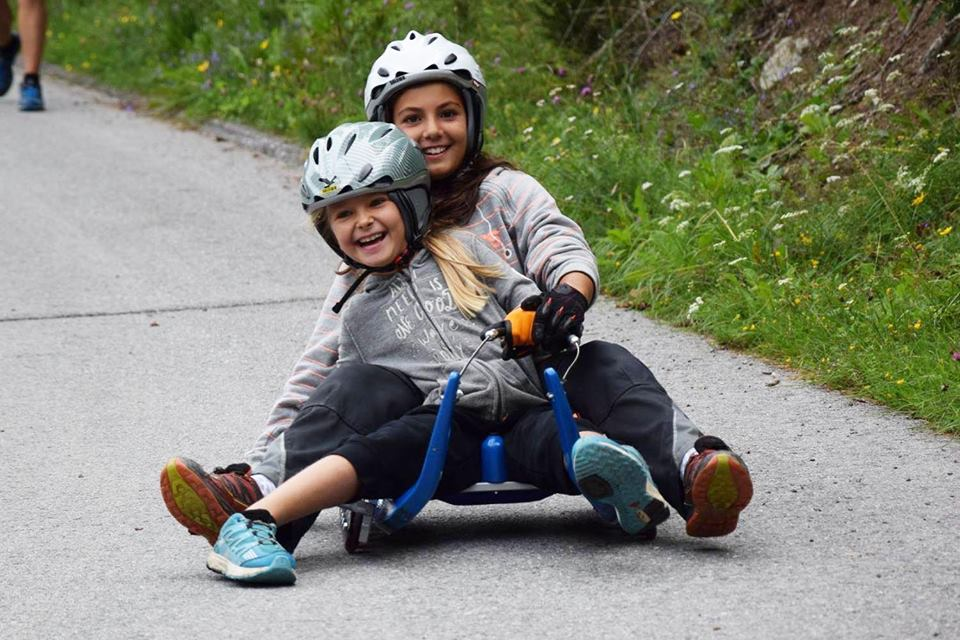
slittino su rotelle - Rollenrodeln

Lo slittino su strada è uno sport del tutto simile allo slittino, ma che si svolge su strade asfaltate invece che su piste ghiacciate.
Si differenzia dallo streetluge in quanto lo slittino su strada utilizza veri e propri slittini, con un'unica modifica sulle lame a cui vengono sovrapposte delle rotelle.

## Mezzo
La slitta viene appositamente modificata, aggiungendo sotto le lame una serie di rotelle, come quelle dei pattini in linea-rollerblade.

## Competizioni
A Velturno nel settembre 2010 si è svolta la sesta edizione dei campionati europei di slittino su strada. I partecipanti venivano da Italia, Slovenia, Germania, Austria, Svizzera e Liechtenstein.
Esiste una coppa internazionale con gare in Svizzera, Germania, Austria, Slovenia, Croazia e Alto Adige (Italia), organizzata dall'associazione ISSU.